# Joven Orquesta Nacional de España
La Joven Orquesta Nacional de España (JONDE), perteneciente al Instituto Nacional de las Artes Escénicas y de la Música (INAEM, Ministerio de Cultura y Deporte), fue creada en 1983 con el propósito de formar al más alto nivel a músicos españoles en la etapa previa al ejercicio de su profesión. Su objetivo prioritario es el perfeccionamiento profesional y artístico de sus músicos a través del estudio y la práctica del repertorio universal sinfónico y de cámara, por medio de la celebración de varios Encuentros anuales. Estos Encuentros son tutelados por profesores y dirigidos por directores de reconocido prestigio nacional e internacional, y culminan con la celebración de giras de conciertos, la participación en proyectos diversos y la grabación de un ya extenso catálogo de CD’s y DVD’s.
A lo largo de su trayectoria, la JONDE ha contado con directores invitados como Carlo Maria Giulini, Vasily Petrenko, Jakov Kreizberg, Gianandrea Noseda, Christopher Hogwood, Fabio Biondi, Christian Zacharias, Jesús López-Cobos, Juanjo Mena, Josep Pons, Paul Goodwin, Gunther Schuller, Peter Rundel, Antoni Ros Marbá, Víctor Pablo Pérez, Rafael Frühbeck de Burgos, Pablo González, Alberto Zedda, Arturo Tamayo, Günter Pichler, Lutz Köhler, Bruno Aprea, Cristóbal Halffter, Krysztof Penderecki o Edmon Colomer, entre otros, y colaborado con solistas como Mstislav Rostropovich, Christian Zacharias, Deszö Ranki, John Williams, Teresa Berganza, Juan Diego Flórez, Manuel Blanco, María Bayo, Pablo Sainz Villegas, Rafael Orozco o Asier Polo, entre muchos otros.
La Joven Orquesta Nacional de España se ha presentado en numerosos auditorios y festivales españoles, como los Festivales Internacionales de Santander y Granada, el Festival de Música Religiosa en Cuenca, el Palau de la Música de Valencia, en las temporadas de la Orquesta Nacional de España (ONE), la Orquesta Sinfónica de Barcelona y Nacional de Catalunya (OBC), la Orquesta Filarmónica de Gran Canaria (OFGC) y en el ciclo “Orquestas del Mundo” de Ibermúsica, entre otras. Es destacable su colaboración con el Centro Nacional de Difusión Musical (CNDM), con el Festival Internacional de Música de Alicante y la temporada del Auditorio de Zaragoza. La proyección en el extranjero de la JONDE ha abarcado en todos estos años giras por Bélgica, Francia, Alemania, Italia, Reino Unido, Austria, Portugal, Luxemburgo, Holanda, Rusia, Ucrania, Estonia, Rumanía, Hungría, Estados Unidos, Venezuela y República Dominicana, actuando en salas de conciertos como el Carnegie Hall (Nueva York), el Royal Albert Hall (Londres), el Concertgebouw de Ámsterdam, Théatre des Champs Elysées (París), la Filarmónica y el Konzerthaus am Gendarmenmarkt de Berlín, la Filarmónica de San Petersburgo, el Radio Kulturhaus de Viena, el Kongress Palais – Stadthalle Kassel y el Ateneo Rumano de Bucarest.
Así mismo, la JONDE ha sido invitada a festivales internacionales como el BBC Proms (Londres), Schleswig-Holstein Musik Festival (Salzau, Alemania), Festival Young Euro Classic (Berlín), Robecco Zomerconzerten (Ámsterdam), World Expo Hannover (Alemania), Expo Lisboa ’98 (Portugal), Festival Kultursommer Nordhessen (Kassel, Alemania), Varā Magica Festival (Bucarest), Festival Enescu Şi Muzica Lumii (Sinaia, Rumanía), Aberdeen International Youth Festival (Reino Unido), Chester Summer Music Festival (Reino Unido), Festival España-Venezuela (Caracas), Festspiele Mecklenburg-Vorpommern (Alemania), Musikfestspiele Saar (Alemania), Opernfestspiele Schloss Weikersheim (Alemania) o el Touquet International Music Masters (Francia).
A lo largo de su trayectoria, la Joven Orquesta Nacional de España ha desarrollado numerosos proyectos complementarios a su actividad principal, como las Academias de Música Barroca o Música Contemporánea, la figura de Compositor en Residencia, el encargo de obras a jóvenes compositores a través de la Fundación SGAE y la Asociación Española de Orquestas Sinfónicas (AEOS), y la participación en programas de intercambio de músicos, especialmente a través de la European Federation of National Youth Orchestras (EFNYO) y los Sistemas de Orquestas Juveniles Hispanoamericanos (Programa Iberorquestas). Entre sus colaboradores y patrocinadores ha contado con el apoyo de las Fundaciones BBVA, Caja Madrid, Fundación Hazen y Fundación Coca-Cola.
Sus Directores Artísticos han sido Edmon Colomer (1983-1995), Llorenç Caballero (1996-2000) y José Luis Turina (2001-2019). Desde 2020 la Directora Artística de la JONDE es la violinista y pedagoga española Ana Comesaña.

## Directores invitados
| Directores                |
| ------------------------- |
| Carlo Maria Giulini       |
| Vasily Petrenko           |
| Jakov Kreizberg           |
| Gianandrea Noseda         |
| Christopher Hogwood       |
| Fabio Biondi              |
| Christian Zacharias       |
| Jesús López-Cobos         |
| Juanjo Mena               |
| Josep Pons                |
| Paul Goodwin              |
| Gunther Schuller          |
| Peter Rundel              |
| Antoni Ros Marbá          |
| Víctor Pablo Pérez        |
| Rafael Frühbeck de Burgos |
| Pablo González            |
| Alberto Zedda             |
| Arturo Tamayo             |
| Günter Pichler            |
| Lutz Köhler               |
| Bruno Aprea               |
| Cristóbal Halffter        |
| Krysztof Penderecki       |

## Proyección Internacional
Actualmente la JONDE colabora con los siguientes proyectos internacionales:
- European Federation of National Youth Orchestras (EFNYO)
- Iberorquestas Juveniles
- MEDiterranean INcubator of Emerging Artists (MEDINEA)

## Curiosidades
En la película española Alegre ma non troppo (1994) de Fernando Colomo la JONDE tiene un gran protagonismo en la trama y aparecen varios de sus componentes, entre ellos Edmon Colomer.